# Организатор перевозок
ГКУ города Москвы «Организатор перевозок» — государственное казённое учреждение города Москвы, целью деятельности которого является организация и контроль пассажирских перевозок на территории Москвы. Образовано распоряжением Правительства Москвы от 17 мая 2011 г. № 397-РП. Функции и полномочия учредителя ГКУ «Организатор перевозок» выполняет Департамент транспорта и развития дорожно-транспортной инфраструктуры города Москвы.
Одна из двух организаций (наряду с ГУП «Мосгортранс»), контролирующих в Москве оплату проезда в общественном транспорте.
Широкую известность и неоднозначную репутацию в обществе и блогосфере ГКУ «Организатор перевозок» принесла деятельность по пресечению безбилетного проезда в Московском метрополитене и наземном общественном транспорте, оформлению постановлений об административных правонарушениях и назначению административного наказания в виде наложения штрафа в 2000 рублей, установленного Законом города Москвы № 21 с 1 июня 2011 года, а также по контролю использования льготных социальных карт москвича для прохода в метро и наземный пассажирский транспорт, изъятию их у пассажиров, пользующихся чужими соцкартами, наложению на этих лиц штрафа в 4000 рублей. Мэр Москвы Сергей Собянин заявил, что проезд по чужим социальным картам должен быть приравнен к уголовному преступлению — мошенничеству, эта идея встретила возражение юристов, экспертов и журналистов.
Ежедневно инспекторы ГКУ составляют до 1000 административных постановлений о штрафах, изымают около 200 неправомерно используемых чужих социальных карт. Сумма взимаемых штрафов составляет более 100 млн рублей в год. Общая сумма штрафов, наложенных инспекторами ГКУ с 1 июля 2011 года, по данным официального сайта ГКУ, на 5 сентября 2013 года составила более 276 млн рублей. Затратная часть бюджета ГКУ «Организатор перевозок» официально не разглашается, однако по экспертным оценкам по состоянию на 2013 год она составляла более 1 млрд рублей в год, то есть превышает доходы городской казны от штрафов в четыре раза, что делало работу инспекторов пассажирского транспорта лишённой экономического смысла.
Должностная инструкция инспекторов ГКУ, устанавливающая порядок их работы в общественном транспорте и пределы их полномочий в отношении безбилетных пассажиров, на официальном сайте учреждения опубликована не полностью. В этой связи в блогосфере появились тексты гражданских активистов, содержащие советы пассажирам при общении с сотрудниками ГКУ, в частности «Пособие по защите своих прав при конфликте с контролёрами».
Защищают права пассажиров, пострадавших от произвола инспекторов, принимают жалобы, проводят разбор конфликтов между контролёрами и пассажирами также некоммерческие правозащитные организации: Союз пассажиров (председатель Кирилл Янков) и межрегиональная общественная организация «Город и транспорт».

## История создания
Активизация борьбы с безбилетным проездом в Москве, по экспертным оценкам, связана с огромным и постоянно возрастающим числом пассажиров, не оплачивающих свой проезд. По данным вице-мэра Москвы Максима Ликсутова, в Москве с января по октябрь 2012 года на общественном транспорте выявлено около 1,5 млн безбилетных пассажиров. В октябре 2013 года Ликсутов в интервью «Газета.ru» уточнил, что уже 30 % пассажиров не считают нужным оплачивать свой проезд, то есть по ходу деятельности ГКУ число безбилетников только увеличилось. Как отмечал в статье «Волчий билет для „зайца“» член правления Ассоциации консультантов по управлению и организационному развитию Павел Сурков, «народ изобрёл массу способов обмана „глупых автоматов“. В турникеты засовывали железки, бумажки, проволоку, и прочее… Через турникеты пытались проходить по двое, по трое, что существенно снижало срок их эксплуатации. Ну а в часы пик народ просто откровенно ломал „адские устройства“, мешающие свободному доступу в автобус». 31 июля 2013 года в ходе интервью руководителя ГКУ «Организатор перевозок» В. Казанского на радиостанции «Маяк» было озвучено, что треть пассажиров Московского метрополитена являются безбилетниками.
В 2011 году Правительство Москвы преобразовало существовавшее ранее Государственное бюджетное учреждение «Московские авиационные услуги» (ГБУ «МАУ») в казённое и изменило его наименование на ГКУ «Организатор перевозок».
После его образования в Москве стало две организации, контролирующих оплату проезда: ГКУ «Организатор перевозок» и ГУП «Мосгортранс».

## Полномочия и обязанности инспекторов

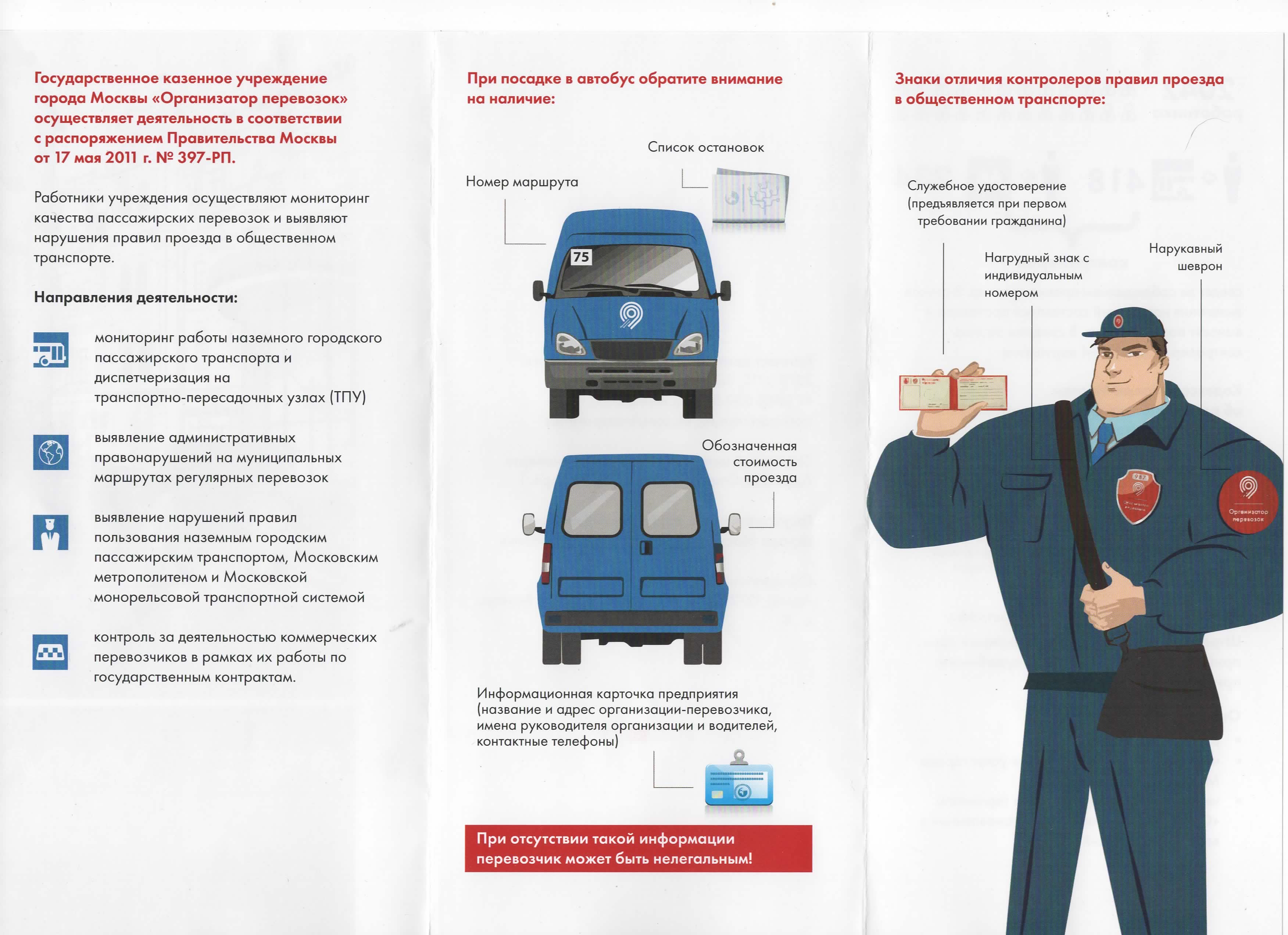
Листовка о деятельности учреждения. Сторона 1
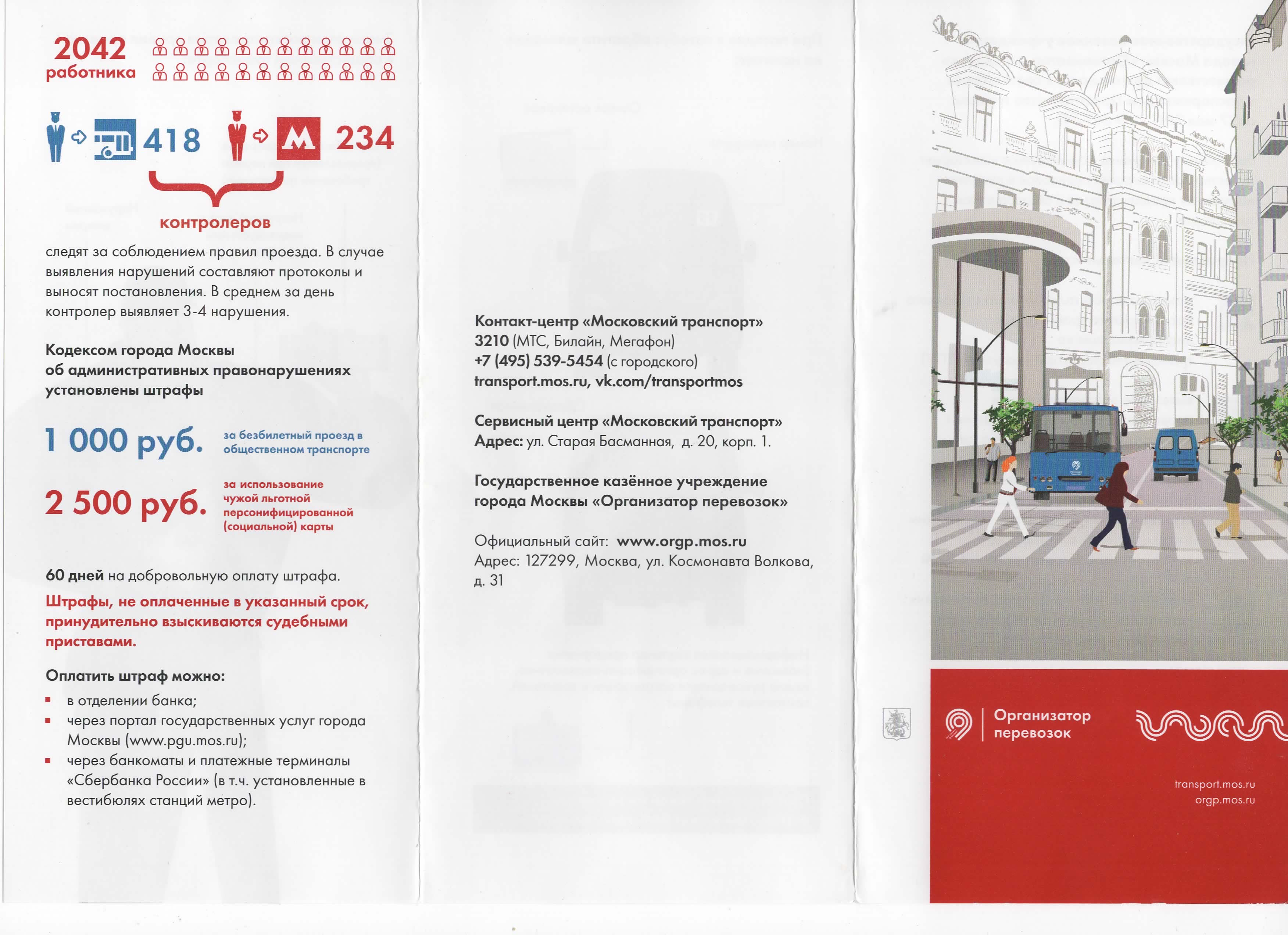
Листовка о деятельности учреждения. Сторона 2
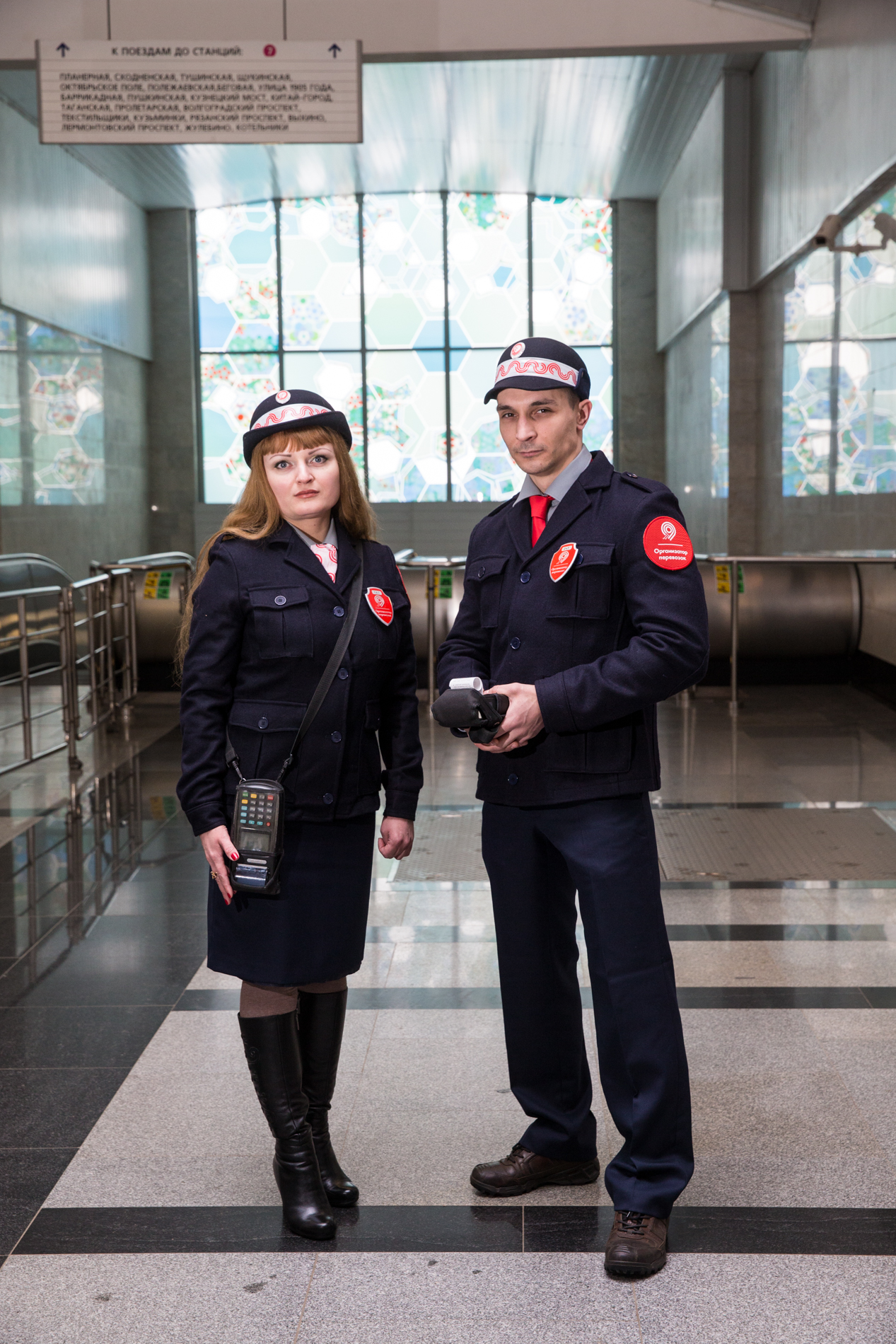
Летняя форма инспекторов образца 2016 года
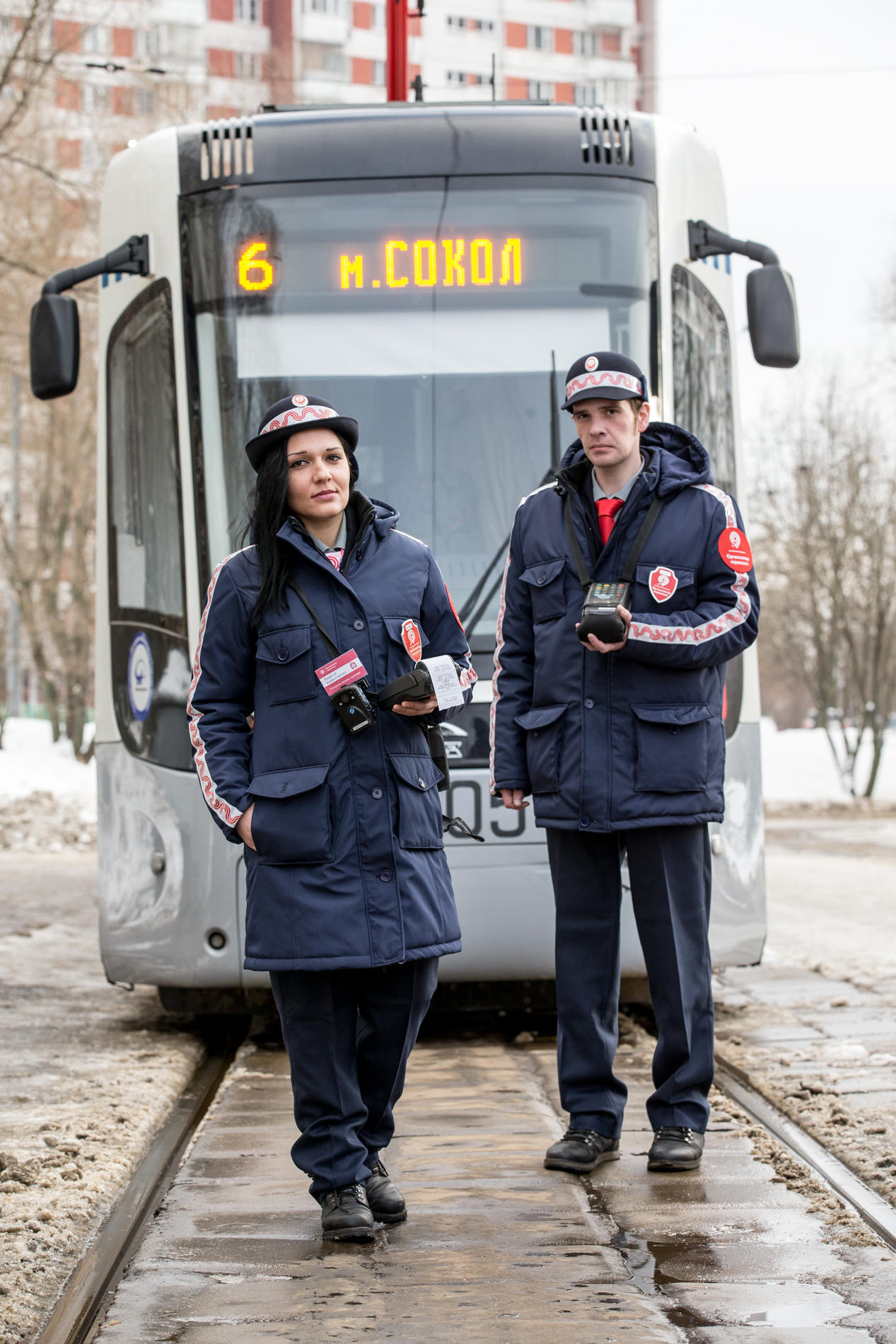
Зимняя форма инспекторов образца 2016 года

В отличие от контролёров ГУП «Мосгортранс», которые не вправе накладывать какие-либо штрафы, инспекторы ГКУ «Организатор перевозок» в соответствии с нормативными документами Правительства Москвы получили более широкие полномочия, в частности функции по рассмотрению дел об административных правонарушениях и наложению штрафов.
Так, в случае обнаружения безбилетника, контролёр ГУП «Мосгортранс» вправе лишь попросить пассажира оплатить поездку, а в случае отказа — тактично предложить ему выйти из транспорта на ближайшей остановке. Чтобы не отвлекать водителя во время движения, продажу билета, как правило, осуществляет непосредственно контролёр ГУП «Мосгортранс», а в большинстве случаев контролёр сам валидирует купленный пассажиром проездной билет перед тем, как передать его ему на руки.
Инспектор ГКУ «Организатор перевозок» в случае отсутствия проездного документа обязан потребовать предъявить документ, удостоверяющий личность (паспорт) и выписать постановление об административном правонарушении по ст. 10.1 (для наземного транспорта) либо по ст. 10.9 (для метрополитена и монорельса) КоАП Москвы. Штраф составляет 2000 рублей.
В случае, если пассажир предъявил социальную карту другого лица или прочие недействительные для проезда документы, билетный инспектор вправе изъять этот документ и составить дополнительно акт об изъятии. Изымать непредъявленную чужую социальную карту путём обыска подозреваемого в её использовании пассажира ни билетным инспекторам, ни полицейским не разрешается. Однако за незаконно используемую и предъявленную чужую социальную карту инспектор ГКУ должен выписать штраф в 4000 рублей (ст. 10.1 КоАП Москвы). Изъятая социальная карта возвращается льготному лицу органами соцобеспечения только через 60 дней. Также билетный инспектор имеет право изымать социальные карты и у самих льготных пассажиров, но только в том случае, если у последнего при себе отсутствует документ, подтверждающего право на льготу (студенческий билет, удостоверение инвалида или пенсионера). Обратиться за возвращением изъятой социальной карты льготное лицо имеет право через 3 дня, после доставки карты в пассажирское агентство ГУП «Мосгортранс» (располагается по адресу: Лубянский проезд, д. 5).
Штрафовать безбилетных пассажиров младше 16 лет инспекторам пассажирского транспорта не разрешается, поскольку несовершеннолетние лица в этом возрасте в соответствии со ст. 2.3 КоАП РФ вообще не могут быть привлечены к административной ответственности. В этом случае штраф налагается на лицо, являющееся родителем либо законным представителем. В такой ситуации инспектор ГКУ обязан разъяснить несовершеннолетнему, что в соответствии статьями 27.2 и 11.18 КоАП РФ тот обязан проследовать с ними до ближайшего отделения полиции для выписки постановления об административном правонарушении в отношении родителя (либо законного представителя). Для установления личности, помимо несовершеннолетнего правонарушителя, в отделение полиции вызывается также родитель (законный представитель) провинившегося. Помимо оформления постановления, в отношении несовершеннолетнего лица вводятся санкции в виде постановки на учёт в КДН.
В случае, если безбилетный пассажир при себе в настоящее время не имеет паспорта либо отказывается его предъявить, инспектор либо сопровождающий их бригаду сотрудник полиции имеет право доставить данное лицо в отделение полиции для установления личности и оформления постановления об административном правонарушении. В других случаях, если бригада инспекторов не сопровождается полицией, то инспектор самостоятельно осуществляет вызов наряда, а место его прибытия определяется по просьбе пассажира на той остановке, на которой тот планировал выйти.
В случае, если безбилетным пассажиром оказался иностранный гражданин, инспектор, помимо паспорта, обязан также потребовать документ о регистрации по месту пребывания (вид на жительство), разрешение на временное проживание, либо визу. В данной ситуации инспектор обязан разъяснить положение ст. 3.10 КоАП РФ, которая регулирует порядок депортации за совершенные ранее иностранным гражданином на территории Российской Федерации административные правонарушения. Вне зависимости от исхода ситуации такой пассажир подлежит безусловному доставлению в отделение полиции, а его дальнейшая судьба решается органами МВД и ФМС.
Руководствуясь нормативной базой, инспектор ГКУ «Организатор перевозок» имеет возможность также вынести постановление об административном правонарушении за любые другие виды нарушений, не связанные с оплатой проезда, но предусмотренные правилами пользования НГПТ и КоАП РФ. К таковым нарушениям можно отнести:
- Курение (ст. 6.24 КоАП РФ);
- Нахождение в состоянии опьянения, вызванное употреблением алкоголя, наркотических или психотропных веществ (ст. 6.9, 20.20, 20.22 КоАП РФ);
- Мелкое хулиганство (ст. 20.1 КоАП РФ);
- Нарушение правил провоза домашних животных (ст. 10.8 КоАП РФ). Для провоза собак-поводырей предусмотрено исключение[20];
- Неоплаченный проезд багажа.

Как и во всех делах об административных правонарушениях, инспекторы пассажирского транспорта обязаны разъяснять безбилетному пассажиру положение ст. 51 Конституции РФ, дающей право не свидетельствовать против себя, а, значит, и не объяснять, каким именно способом и по какому документу пассажир оказался в транспортном средстве. О разъяснении данной статьи в бланке постановления по делу об административном правонарушении и назначении административного наказания должно упоминаться, в противном случае при оспаривании в судебном порядке постановления по делу доказательства вины могут быть признаны судом недействительными. Все действия по наложению штрафа должны проводиться также с соблюдением ст. 22 Конституции РФ, гарантирующей гражданам личную неприкосновенность.
Оплата штрафа осуществляется исключительно по квитанции с указанием уникального номера начисления (УИН). 
Из-за отсутствия опубликованной должностной инструкции инспекторов ГКУ «Организатор перевозок» остаётся неясным, имеют ли они сами право: применять силу или блокировать безбилетного пассажира в салоне транспортного средства, гнаться за пассажиром, принудительно доставлять его в полицию, препятствовать выходу безбилетного пассажира на ближайшей остановке без предъявления паспорта, оформлять штрафы вне салона транспортного средства, на улице; нет ясности также, имеют ли право инспекторы пассажирского транспорта задерживать движение транспортного средства в целях воздействия на безбилетного пассажира. Реагируя на критические публикации в прессе и блогосфере, 31 июля 2013 года руководитель ГКУ «Организатор перевозок» Владислав Казанский в интервью радиостанции «Маяк» официально заявил: «Мы [сотрудники ГКУ „Организатор перевозок“] не можем применять силу», вместе с тем утверждал: «Мы стараемся… не уговорить, а даже его [правонарушителя] склонить к тому, чтобы он уплатил штраф на месте, назвал свои данные». Тем не менее поведение бригад инспекторов ГКУ «Организатор перевозок», как свидетельствовал эксперт межрегиональной общественной организации «Город и транспорт» Антон Буслов, вызывает критику даже со стороны законопослушных граждан с билетами. Заместитель руководителя ГКУ Д. Г. Алёшин ответил следующим образом:
Специалистам (контролёрам) строго указано на недопустимость ограничений свободы перемещения человека и доставления его в отделение полиции. Специалисты (контролёры) предупреждены о депремировании и других мерах дисциплинарного воздействия в случае некорректного обращения с гражданами.Д. Г. Алёшин, заместитель руководителя ГКУ «Организатор перевозок» (извлечение из письма № 23-18-4642/13 от 24 сентября 2013 года), http://www.stopstamp.ru/statty/r2nimf1f5ehv3e83fn9q.html
Более определённо и компромиссно процедуры воздействия на пассажира прописаны в должностной инструкции контролёров ГУП «Мосгортранс»: работать они могут только в салонах, силу к безбилетнику применять нельзя, контролёр имеет право лишь предложить ему проследовать в отделение полиции, а в случае отказа — попытаться вызвать наряд из правоохранительных органов.
Инспекторы обеих организаций при исполнении служебных обязанностей работают в специальной форме с шевроном и видеорегистратором на груди, инспекторы ГКУ, помимо прочего, носят на себе жетон. При себе каждый сотрудник обязан иметь удостоверение инспектора пассажирского транспорта и документы, подтверждающие право на контроль данного маршрута.

## Деятельность
На основании распоряжения Правительства Москвы от 13 ноября 2012 года № 693-РП инспекторы ГКУ «Организатор перевозок» приступили к постоянной работе по пресечению безбилетного проезда в Московском метрополитене и наземном транспорте города, наложению административных штрафов на безбилетных пассажиров и изъятию неправомерно используемых социальных карт.
Для осуществления этой деятельности ГКУ проводит с сотрудниками специальные психологические занятия-тренинги по теме «Стрессоустойчивость специалистов-контролёров при работе с конфликтными пассажирами». По данным «Известий», недовольные пассажиры, которых пытаются оштрафовать, нередко оскорбляют, бьют и даже нападают на инспекторов. В своей работе по пресечению безбилетного проезда инспекторы ГКУ тесно взаимодействуют с полицией, которая в случае неповиновения и противодействия со стороны недовольных и отказывающихся платить штраф пассажиров оказывает им физическую поддержку, за выявленные правонарушения привлекает пассажиров к административной ответственности.
В среднем бригада инспекторов в наземном транспорте, констатирует «Российская газета», штрафует по 5-6 безбилетных пассажиров в день. Среди безбилетников преобладают студенты, жители промышленных окраин Москвы, приезжие. Часть безбилетников составляют лица, которые не платят за проезд в общественном транспорте по принципиальным соображениям, что, как указывает «Российская газета», вызывает сочувствие пассажиров. Данный феномен солидарности пассажиров отмечают также «Известия». Попытка оштрафовать таких лиц нередко чревата конфликтами и скандалами.
Осенью 2012 года замначальника ГКУ «Организатор перевозок» Александр Шипула в интервью «Известиям» сообщил, что контролёры спустятся непосредственно в вагоны метро, чтобы проверять там билеты, однако чуть позже вице-мэр Москвы Максим Ликсутов заверил, что проверять билеты в вагонах метро не планируется.
В 2012 году за безбилетный проезд в наземном городском транспорте оштрафовано 130,3 тыс. человек, составлено 12 тыс. протоколов об административных правонарушениях. В метро оштрафовано 14 тыс. безбилетников. За первое полугодие 2013 года число изъятых инспекторами пассажирского транспорта и полицейскими социальных карт увеличилось на 9,8 %, в метро изымается до 200 карт в день. Из официальной статистики, оглашённой 1 ноября 2013 года на оперативном совещании в Правительстве Москвы, следует, что административный протокол оформляется лишь в каждом десятом случае наложения штрафа.
К концу 2013 года планировалось оснастить весь наземный общественный транспорт Москвы системами видеонаблюдения, а для инспекторов пассажирского транспорта в целях фотографирования безбилетников с последующей публикацией фото на «доске позора» Департамента транспорта приобретены фотоаппараты с возможностью снимать видео. Было запланировано до конца ноября 2013 года обеспечить инспекторов наземного транспорта и метрополитена более чем 500 портативными переносными терминалами-сканерами, с помощью которых сотрудники смогут проверять проездные билеты. В дальнейшем «доску позора» убрали с сайта по причине ряда обращений граждан, сославшихся на недопустимость подобного способа передачи и распространения информации в сети Интернет (ст. 152.1 ГК РФ). С октября 2015 года сотрудники ГКУ «Организатор перевозок» начали работу с нагрудными видеорегистраторами, позволяющими осуществлять длительную съемку вне зависимости от погодных условий и окружающей обстановки. 300 приборов было выделено проверяющим в метро, и 200 камер — контролёрам наземного транспорта. 
В перспективе планировалось также внедрить универсальный электронный проездной и предусмотреть возможность безналичной оплаты за проезд через мобильный телефон, платёжные терминалы и интернет. Зимой 2015 года на пяти автобусных маршрутах, в дополнение к существующей системе АСКП, в экспериментальном порядке были установлены валидаторы системы СЭКОП, предназначенные для оплаты проезда банковскими картами MasterCard. Эксперимент с использованием двух валидаторов разных систем длился всего несколько месяцев. В дальнейшем подобный способ оплаты проезда на этих маршрутах был отменен в связи с изменением подвижного состава с микроавтобусов на автобусы большого класса. Осенью 2017 года безналичная система оплаты проезда была введена на маршрутах трамвая № 6 и 27 на постоянной основе. В 2019 году безналичная система оплаты проезда поэтапно была введена на всех на остальных маршрутах наземного транспорта путём перепрошивки валидаторов последнего поколения, помимо банковской карты внедрена оплата проезда с использованием NFC-интерфейса смартфонов.

## Штат сотрудников
В составе учреждения организовано 18 отделов управления контроля правил проезда на наземном городском пассажирском транспорте. Под территориальной юрисдикцией каждого из отделов контроля находится некоторая часть маршрутной сети, обслуживаемая одним или сразу несколькими филиалами (включая площадки коммерческих перевозчиков). В прошлом, деятельность некоторых отделов контроля концентрировалась преимущественно на той части маршрутной сети, которая обслуживалась одним или двумя парками.
Зарплата инспектора пассажирского транспорта начинается от 34 тыс. руб в месяц, но зависит места прикрепления сотрудника к конкретному отделу контроля. Приём на работу включает в себя обучение и проверку на полиграфе, которую согласно уставу организации все инспекторы обязаны проходить каждый год. Вновь принятый на работу сотрудник в течение трёх месяцев является инспектором-стажёром, о чём свидетельствует ярко-салатовый сигнальный жилет, надетый поверх гражданской одежды. По истечении испытательного срока сотрудник, показавший удовлетворительный результат, переводится в постоянный штат и получает полноценный комплект формы. В зависимости от заработанного стажа и квалификации, должность инспектора разделяется по категории и разряду:
- специалист (1, 2 категории);
- старший специалист (1, 2 категории);
- эксперт управления контроля (1, 2 категории).

В начале деятельности численность сотрудников ГКУ «Организатор перевозок» составляла 300 человек. В 2016 году в учреждении работали 2042 сотрудника, из них 418 человек работали в наземном транспорте, а 234 — в метро. В 2019 году численность штата составляла 600 сотрудников.
В 2017 году для билетных инспекторов метрополитена и наземного транспорта начали проводить курсы английского языка и правил этикета. С начала года занятия по иностранному языку прошли уже 250 сотрудников метро. В августе подземка насчитывала 400 кассиров, свободно владеющих английским.
С 1 января 2018 турникеты были демонтированв на 78 маршрутах наземного транспорта. В свете отмены турникетного режима в трамваях и автобусах особо большого класса в конце 2017 года осуществлен новый набор сотрудников в штат для их работы на бестурникетных маршрутах. С начала года на данных участках ежедневную проверку билетов проводили около 250 инспекторов, а сами сотрудники ГКУ «Организатор перевозок» выявили более 80 тысяч нарушений, что на 10 % ниже по сравнению с показателем 2017 года.
В период с сентября 2018 по январь 2019 года количество нарушений оплаты проезда увеличилось более чем в 2 раза, что связано с ликвидацией турникетного режима на всем городском транспорте Москвы. В конце января 2019 года контроль оплаты проезда был усилен на всех маршрутах города, а также начат набор инспекторов в штат. В первом полугодии 2019 года штат билетных инспекторов восстановлен на уровне 2016 года, а сумма выписанных штрафов составила более 120 миллионов рублей. После нескольких инцидентов в феврале 2019 года с участием гражданских активистов, выступающих за честную деятельность инспекторов пассажирского транспорта, контроль за соблюдением правил пользования наземным транспортом дополнительно осуществляется с привлечением сил полиции. Помимо сдерживания агрессии безбилетников, с привлечением сил полиции стало возможным в рамках рейда также проводить задержание лиц, находящихся в общественном месте в неопрятном виде, а также лиц, находящихся в нетрезвом состоянии и прочих нарушителей порядка (вандалов, хулиганов, зацеперов).

## Критика
К числу распространённых нарушений, допускаемых в ГКУ «Организатор перевозок», в прессе и блогосфере относят:
- Отсутствие опубликованной должностной инструкции инспекторов[12];
- Непредъявление служебного удостоверения по требованию пассажира и отказ представиться ему;
- Несоответствие служебной формы и знаков отличия установленным нормативным документам;
- Попытки инспекторов задержать и оштрафовать пассажиров с применением физической силы[14];
- Хамство и грубость инспекторов при общении с пассажирами[14];
- Попытки маскироваться в салоне транспортного средства под видом обычных пассажиров, умышленно скрывая знаки отличия[12];
- Нежелание вникать в конкретную ситуацию с пассажирами, оплатившими проезд, но затем затерявшими билет среди своих вещей, в иные возможные житейские ситуации, влекущие непредъявление билета без умышленной вины пассажира[12][14];
- Отсутствие у инспекторов ручных валидаторов для проверки карт[25];
- Несоставление инспекторами, как того требует КоАП, протокола об административном правонарушении, содержащего пояснения и жалобы пассажира[12];
- Оформление постановления по делу об административном правонарушении и назначении административного наказания инспекторами, не имеющими высшего профильного образования (юридического направления);
- Злоупотребление правом бесплатного проезда инспекторами в нерабочее время. Руководители самого учреждения пользуются служебным автомобилем с водителем[11].

Нередко к числу нарушений также относят нарушение правил ношения форменной одежды в определенные времена года, однако согласно служебному положению каждый инспектор имеет право самостоятельно выбрать тот или иной вариант формы, который для него считается комфортным. При этом удостоверение инспектора ГКУ «Организатор перевозок» (как и контролёра ГУП «Мосгортранс») является служебным документом и в соответствии с должностной инструкцией не может быть предъявлено пассажиру при наличии съёмочной аппаратуры или любых приложений с функцией съёмки (предъявление удостоверения на источник записи является дисциплинарным нарушением и наказывается в соответствии с уставом организации).
К числу прочих нарушений, несвязанных с профессиональной деятельностью контролёров и инспекторов, но посягающие на права и свободы пассажира, относятся случаи осуществления фото- и видеосъёмки. Хотя правила пользования и запрещают профессиональную съёмку «без разрешения администрации транспортных предприятий», но допускают любительскую. Цель осуществления любительской съёмки во время контроля на линии остается на совести пассажира, но не должна нести в себе явный вредительский характер.

## Инциденты
В августе 2013 года безбилетный проход пассажира в метро впервые обернулся арестом. По официальным данным ГКУ, гр-н Ж. «повёл себя вызывающе агрессивно, оттолкнул одного из контролёров и разразился нецензурной бранью в адрес сотрудников ГКУ «Организатор перевозок» и подошедших сотрудников полиции УВД на Московском метрополитене». После задержания полицией суд признал Ж. виновным в мелком хулиганстве и назначил наказание в виде административного ареста сроком на 5 суток.
В июне 2018 года в столичном метро инспекторы задержали нарушителя, который прошёл через турникеты «зайцем». Во время его досмотра полицейскими было выявлено, что мужчина находится в федеральном розыске по статье 228 УК РФ. За помощь в поимке преступника, работники метрополитена получили благодарность от заместителя Мэра Москвы Максима Ликсутова. Также он отметил, что за последние два года сотрудники ГКУ «Организатор перевозок» оказали помощь в задержании пятерых разыскиваемых преступников.